# 1602
1602 (MDCII) var ett normalår som började en tisdag i den gregorianska kalendern och ett normalår som började en fredag i den julianska kalendern.

## Händelser

### Januari
- Januari – Vid en riksdag i Örebro beslutar de svenska ständerna att man ska stå bakom hertig Karl (IX):s beslut att skicka svenska representanter till ett gränsmöte med Danmark.

### Maj
- 8 maj – Spanien ockuperar Porto Longone för att bygga ett fort, i enlighet med fördraget i London.[1]

### November
- 8 november – Det nya bodleianska biblioteket invigs i Oxford.

### Okänt datum
- Hertig Karl återupprättar adelsrådet i överensstämmelse med den gamla landslagen. En rad nya ätter får representation vid sidan av de gamla. Härvid blir Mauritz Lewenhaupt riksdrots, Svante Bielke rikskansler, Axel Ryning riksamiral och Seved Svensson Ribbing riksskattmästare.
- Hertig Karl företar en resa kring Bottenhavet tillsammans med sonen Gustav (II) Adolf.

## Födda
- 29 januari – Amalie Elisabeth av Hanau-Münzenberg, regent i Hessen.
- 18 februari – Per Brahe d.y., svensk greve, riksdrots 1640–1680.
- 23 maj – Philippe de Champaigne, fransk målare.
- 14 juli – Jules Mazarin, fransk statsman och kardinal.
- 30 november – Otto von Guericke, tysk politiker och uppfinnare.
- 10 december – Erik Karlsson Gyllenstierna, svenskt riksråd.
- Abraham Bosse, fransk tecknare och grafiker.
- Martino Longhi d.y., italiensk arkitekt under den romerska högbarocken.

## Avlidna
- 8 april – Ludvig Munk, dansk-norsk ämbetsman och greve samt Norges riksståthållare.
- 22 maj – Renata av Lothringen, hertiginna av Bayern.

### Fotnoter
1. ↑  World Statesmen (läst 3 april 2011)